# Панов Артур Олексійович
Артур Олексійович Панов (24 лютого 1998, Краснодон, Україна) — український політичний активіст, незалежний журналіст, блогер, студент, поет, політв'язень у Росії. На початку грудня 2015 р. при невідомих обставинах опинився у в'язниці на території Російської Федерації. Його звинуватили у підготовці до терористичного акту та шпіонажі, хоча перед цим його було викрадено та незаконно ув'язнено російськими спецслужбами. 7 вересня 2019 року звільнений в рамках обміну між Україною і РФ

## Життєпис
Народився 24 лютого 1998 року в Краснодоні. Навчався у Краснодонської ЗОШ № 1 ім. Горького. У дитинстві Артур навчався в музичній школі гри на гітарі, фортепіано та акордеоні. Він також брав участь у різних конкурсах та фестивалях, не тільки всеукраїнських, а й міжнародних.
З дитинства Артур ріс дуже творчою та здібною дитиною, вже з 11 років він почав писати вірші на різні теми. Поетичний талант зацікавив українських журналістів, які у 2014 році допомогли випустити йому власну збірку віршів.
Після закінчення школи Артур поступив до Луганського Національного Університету імені Тараса Шевченка на спеціальність «міжнародні відносини», але потім він був відрахований із університету за «погану поведінку». Хлопець мав важкий характер через що мав велику кількість приводів до правоохоронних органів.
Артур Панов є активістом різних політичних та правозахисних рухів. У 2014 році брав активну участь у подіях революції гідності.

## Війна на сході України
Під час війни на сході України 2014 року брав участь у антитерористичній операції на сході України, повідомляючи українських військовослужбовців місця дислокації проросійських бойовиків, та інформацію про пересування військової техніки сепаратистів. Активно співпрацював з українськими журналістами, надаючи їм інформацію про події війни.

### Ув'язнення Росією
У грудні 2015 року стало відомо, що Артур Панов перебуває під вартою в слідчому ізоляторі російського міста Таганрог і російська влада підозрює його у причетності до підготовки теракту у Росії.
5 квітня 2016 року у Ленінському районному суді Ростова-на-Дону відбувся розгляд клопотання слідчого про продовження строку тримання під вартою 18-річного громадянина України Артура Панова. Рішенням суду термін раніше обраного запобіжного заходу був продовжений до 2 місяців.
На судовому засіданні також був присутній сам обвинувачений і його адвокат, які заперечували проти задоволення клопотання слідчого.

### Суд
14 лютого 2017 року у військовому суді російського Ростова-на-Дону почався розгляд справи Панова по звинуваченню у підготовці терористичного акту на території Російської Федерації.
11 серпня 2017 року Артура Панова засудили до 8 років ув'язнення.